# Dingbat (jeu)
Pour les articles homonymes, voir Dingbat.

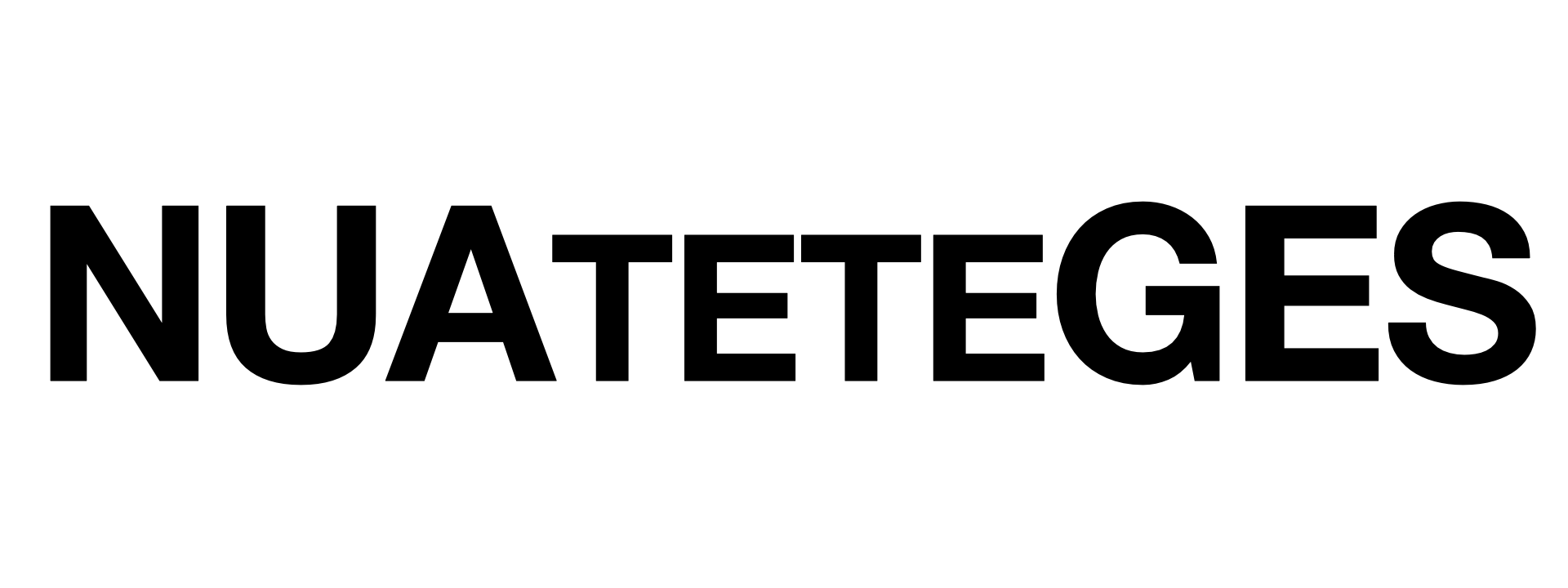
Dingbat

Un dingbat est un rébus utilisant uniquement les lettres, les chiffres et les signes typographiques. À l'origine, les dingbats utilisaient aussi des dessins (dans le jeu de Paul Sellers). C'est le style, la couleur, la position ou la forme des caractères qui créent l’énigme.

## Origine
Dingbats est un jeu de plateau créé par Paul Sellers et fabriqué par Ravensburger.

## Exemples
- Prenons le dingbat NUATETEGES. Il faudra y trouver l'expression « Avoir la tête dans les nuages ». En effet, le mot tête se trouve « dans » le mot nuages.
- Prenons le dingbat ISTOIR. Il faudra y trouver l'expression « Une histoire sans queue ni tête » : il s'agit du mot histoire sans sa « queue » (la dernière lettre, E) et sans sa « tête » (la première lettre, H).

Ces exemples sont simples et uniquement composés de lettres. Mais certains sont beaucoup plus élaborés graphiquement. Il est par exemple courant de voir des dingbats composés de lettres orientées différemment, de lettres colorées et parfois d'éléments graphiques.

## Commentaires
En 1992, Thierry Beccaro a animé un jeu télévisé sur Antenne 2 d'après le même concept. Il a duré jusqu'à l'été 1993, avec Laurent Petitguillaume.